# Celleporina protainii
Celleporina protainii är en mossdjursart som först beskrevs av Jean Victor Audouin 1826.  Celleporina protainii ingår i släktet Celleporina och familjen Celleporidae. Inga underarter finns listade i Catalogue of Life.